# Gimritz
Gimritz este o comună din landul Saxonia-Anhalt, Germania.